# Championnats du monde de karaté 2016
Navigation
Édition précédente Édition suivante
Les championnats du monde de karaté 2016, vingt-troisième édition des championnats du monde de karaté, ont lieu à Linz, en Autriche, du 25 au 30 octobre 2016.

## Résultats

### Hommes
| Épreuve           | Or | Argent | Bronze |
| ----------------- | --- | --- | --- |
| Kata individuel   | Ryo Kiyuna (JPN) | Damián Quintero (ESP)                                                                                              | Ilja Smorguner (GER)                                                                                                  |
| Kata individuel   | Ryo Kiyuna (JPN) | Damián Quintero (ESP)                                                                                              | Antonio José Díaz (VEN)                                                                                               |
| Kata par équipe   | Japon Arata Kinjo Ryo Kiyuna Takuya Uemura                                                                          | France Lucas Jeannot Enzo Montarello Ahmed Zemouri                                                                 | Italie Mattia Busato Alessandro Iodice Alfredo Tocco                                                                  |
| Kata par équipe   | Japon Arata Kinjo Ryo Kiyuna Takuya Uemura                                                                          | France Lucas Jeannot Enzo Montarello Ahmed Zemouri                                                                 | Espagne José Carbonell Damián Quintero Francisco Salazar                                                              |
| Kumite −60 kg     | Amir Mehdizadeh (IRN)                                                                                               | Geoffrey Berens (NED)                                                                                              | Firdovsi Farzaliyev (AZE)                                                                                             |
| Kumite −60 kg     | Amir Mehdizadeh (IRN)                                                                                               | Geoffrey Berens (NED)                                                                                              | Sofiane Agoudjil (FRA)                                                                                                |
| Kumite −67 kg     | Jordan Thomas (ENG)                                                                                                 | Yves Martial Tadissi (HUN)                                                                                         | Steven Da Costa (FRA)                                                                                                 |
| Kumite −67 kg     | Jordan Thomas (ENG)                                                                                                 | Yves Martial Tadissi (HUN)                                                                                         | Andrés Madera (VEN)                                                                                                   |
| Kumite −75 kg     | Rafael Aghayev (AZE)                                                                                                | Omar Abdelrahman (EGY)                                                                                             | Ali Asghar Asiabari (IRN)                                                                                             |
| Kumite −75 kg     | Rafael Aghayev (AZE)                                                                                                | Omar Abdelrahman (EGY)                                                                                             | Luigi Busà (ITA) |
| Kumite −84 kg     | Ryutaro Araga (JPN)                                                                                                 | Aykhan Mamayev (AZE)                                                                                               | Zabihollah Poursheib (IRN)                                                                                            |
| Kumite −84 kg     | Ryutaro Araga (JPN)                                                                                                 | Aykhan Mamayev (AZE)                                                                                               | Kenji Grillon (FRA)                                                                                                   |
| Kumite +84 kg     | Sajjad Ganjzadeh (IRN)                                                                                              | Achraf Ouchen (MAR)                                                                                                | Anđelo Kvesić (CRO)                                                                                                   |
| Kumite +84 kg     | Sajjad Ganjzadeh (IRN)                                                                                              | Achraf Ouchen (MAR)                                                                                                | Herolind Nishevci (KOS)                                                                                               |
| Kumite par équipe | Iran Saeid Ahmadi Bahman Askari Ali Fadakar Sajjad Ganjzadeh Mehdi Khodabakhshi Zabihollah Poursheib Iman Sanchouli | Japon Ryutaro Araga Rikiya Iimura Masaya Ishizuka Hideyoshi Kagawa Ken Nishimura Hiroto Shinohara Daisuke Watanabe | Allemagne Noah Bitsch Mehmet Bolat Nico Drexel Ricardo Giegler Jonathan Horne Heinrich Leistenschneider Robin Winters |
| Kumite par équipe | Iran Saeid Ahmadi Bahman Askari Ali Fadakar Sajjad Ganjzadeh Mehdi Khodabakhshi Zabihollah Poursheib Iman Sanchouli | Japon Ryutaro Araga Rikiya Iimura Masaya Ishizuka Hideyoshi Kagawa Ken Nishimura Hiroto Shinohara Daisuke Watanabe | France Amin Bouazza Jessie Da Costa Logan Da Costa Steven Da Costa Marvin Garin Kenji Grillon Corentin Seguy          |

### Femmes
| Épreuve         | Or                                                                 | Argent                                                                | Bronze                                                              |
| --------------- | ------------------------------------------------------------------ | --------------------------------------------------------------------- | ------------------------------------------------------------------- |
| Kata individuel | Kiyou Shimizu (JPN)                                                | Sarah Assem (EGY)                                                     | Viviana Bottaro (ITA)                                               |
| Kata individuel | Kiyou Shimizu (JPN)                                                | Sarah Assem (EGY)                                                     | Sandra Sánchez (ESP)                                                |
| Kata par équipe | Japon Miku Morioka Hikaru Ono Kyosuke Yamashita                    | Espagne Gema Morales Margarita Morata Paula Rodríguez                 | Italie Sara Battaglia Viviana Bottaro Michela Pezzetti              |
| Kata par équipe | Japon Miku Morioka Hikaru Ono Kyosuke Yamashita                    | Espagne Gema Morales Margarita Morata Paula Rodríguez                 | Turquie Dilara Bozan Rabia Küsmüş Gizem Şahin                       |
| Kumite −50 kg   | Alexandra Recchia (FRA)                                            | Miho Miyahara (JPN)                                                   | Radwa Sayed (EGY)                                                   |
| Kumite −50 kg   | Alexandra Recchia (FRA)                                            | Miho Miyahara (JPN)                                                   | Bettina Plank (AUT)                                                 |
| Kumite −55 kg   | Emily Thouy (FRA)                                                  | Valéria Kumizaki (BRA)                                                | Wen Tzu-yun (TPE)                                                   |
| Kumite −55 kg   | Emily Thouy (FRA)                                                  | Valéria Kumizaki (BRA)                                                | Sara Yamada (JPN)                                                   |
| Kumite −61 kg   | Giana Farouk (EGY)                                                 | Lucie Ignace (FRA)                                                    | Anita Serogina (UKR)                                                |
| Kumite −61 kg   | Giana Farouk (EGY)                                                 | Lucie Ignace (FRA)                                                    | Ingrida Suchánková (SVK)                                            |
| Kumite −68 kg   | Alisa Buchinger (AUT)                                              | Katrine Pedersen (DEN)                                                | Ivona Ćavar (BIH)                                                   |
| Kumite −68 kg   | Alisa Buchinger (AUT)                                              | Katrine Pedersen (DEN)                                                | Marina Raković (MNE)                                                |
| Kumite +68 kg   | Ayumi Uekusa (JPN)                                                 | Eleni Chatziliadou (GRE)                                              | Dominika Tatárová (SVK)                                             |
| Kumite +68 kg   | Ayumi Uekusa (JPN)                                                 | Eleni Chatziliadou (GRE)                                              | Hamideh Abbasali (IRN)                                              |
| Team kumite     | France Alizée Agier Leïla Heurtault Lucie Ignace Alexandra Recchia | Espagne Cristina Ferrer Laura Palacio Rocío Sánchez Cristina Vizcaíno | États-Unis Ashley Davis Cheryl Murphy Brandi Robinson Maya Wasowicz |
| Team kumite     | France Alizée Agier Leïla Heurtault Lucie Ignace Alexandra Recchia | Espagne Cristina Ferrer Laura Palacio Rocío Sánchez Cristina Vizcaíno | Égypte Giana Farouk Yassmin Hamdy Randa Rousfelt Nada Sayed         |